# Blumenholz
Blumenholz település Németországban, Mecklenburg-Elő-Pomeránia tartományban. Lakosainak száma 763 fő (2023. december 31.).

## Népesség
A település népességének változása:
| Lakosok száma | 755  | 784  | 772  | 768  | 763  |
|               | 2017 | 2019 | 2021 | 2022 | 2023 |